# Mailly-le-Château
Mailly-le-Château é uma comuna francesa na região administrativa de Borgonha-Franco-Condado, no departamento de Yonne. Estende-se por uma área de 37 km². Em 2010 a comuna tinha 555 habitantes (densidade: 15 hab./km²).